# Verrat
Verrat ist ein besonders schwerer Bruch des Vertrauens, der die angenommene Loyalität verletzt. Die Bedeutung des Wortes Verrat hat sich differenziert: Während das mittelalterliche Verständnis nicht zwischen dem Verrat einer Person und einer ideellen Sache unterschied, ist das heutige Verständnis des Verrats differenzierter und impliziert durchaus eine negative Konnotation. Bestehende Verratsdefinitionen erscheinen aber unzureichend und eine Verratstheorie als solche ist nur in Ansätzen ausformuliert. Eine Person, die einen Verrat begangen hat, wird als Verräter bezeichnet. Im Einzelfall können Geheimnisse an andere Nutznießer verraten werden, oder generell kann eine Person oder Gruppe im Stich gelassen werden (vergleiche die Fahnenflucht beim Militär).

## Etymologie
Das Grundwort des Verbs verraten ist raten im Sinne eines Ratschlages, einer Empfehlung. Durch die Vorsilbe ver- erhält ein Rat jedoch seine negative Bedeutung: „durch falschen Rat irreleiten, auf jemandes Verderben sinnen.“ Aus diesen ursprünglichen Bedeutungen entwickelten sich dann Aussagen wie zum Beispiel „etwas zu jemandes Verderben unternehmen“ und „durch die Preisgabe von Geheimnissen verderben.“
Eine ähnliche Sichtweise des Wortes verraten wird bei Kluge dargestellt: Die erweiterte Bedeutung verengte sich und der Wortsinn „etwas zu jemands Verderben tun“ wird nur noch auf jene Fälle bezogen, in denen das Verraten durch die Preisgabe von Geheimnissen geschieht.

## Enzyklopädie
Obwohl das Erscheinungsbild des Verrates eine hohe Relevanz in gesellschaftlicher, rechtlicher und psychologischer Hinsicht hat, befinden sich keine Einträge in den klassischen Wörterbüchern philosophischer Begriffe. Auch die Autoren des Wörterbuches zum Neuen Testament sowie des Lexikons zur Bibel haben  – trotz eines mutmaßlichen Verrats durch Judas – auf einen Eintrag verzichtet.
Ein allgemeines Lexikon beschreibt den Verrat in wenigen Worten als „das Hintergehen eines anderen, dem man zur Treue verpflichtet ist.“ Ein ausführlicher Artikel befindet sich jedoch im Historischen Wörterbuch der Rhetorik.
In der monographischen Schriftenreihe Rowohlts deutsche Enzyklopädie des Rowohlt Verlages sind von der Autorin Margret Boveri vier Bände zum Thema Verrat erschienen. Bereits im ersten Band schreibt die Autorin, das Thema ließe sich keinem Wissenschaftszweig einordnen, vielmehr gehe es viele Wissenschaften an: Geschichte, Politik, Staatsrecht, Soziologie, Tiefenpsychologie.

## Strafrecht
In den deutschsprachigen Ländern wird der Verrat strafrechtlich wie folgt erfasst:
In Deutschland gibt es die Tatbestände des Hochverrats gegen den Bund nach § 81 StGB, des Hochverrates gegen ein Land nach § 82 StGB, des Landesverrats nach § 94 und bei Rechtsanwälten gegenüber ihren Mandanten auch den Parteiverrat nach § 356 StGB. Ein Unterfall ist der Geheimnisverrat. Der 1. Titel des 1. Abschnitts des StGB heißt Friedensverrat und enthält als einzige Strafnorm das Aufstacheln zum Verbrechnen der Aggression (§ 80a StGB). Bis 2016 war die Vorbereitung eines Angriffskrieges  in § 80  StGB a. F. geregelt, sie fällt heute unter das Verbrechen der Aggression in § 13 VStGB.
Österreich kennt die Tatbestände des Hochverrats (§§ 242 bis 248 StGB-Ö) und des Landesverrats (§§ 252 bis 258 StGB); diese Regelungen finden sich im Strafgesetzbuch (Liechtenstein) analog.
Das Schweizer Strafgesetzbuch kennt den Hochverrat sowie den Landesverrat. Beim Landesverrat unterscheidet man zwischen militärischem und diplomatischem Landesverrat.

## Zitat
„Ich denke, dass Verrat das Schlimmste ist. Wenn du verleugnet wirst. Wenn geleugnet wird, wer du bist, deine Persönlichkeit, deine Intelligenz.“